# Thu hải đường Cúc Phương
Thu hải đường Cúc Phương (danh pháp: Begonia cucphuongensis) là một loài thực vật có hoa trong họ Thu hải đường. Loài này được H.Q.Nguyen & Tebbitt mô tả khoa học đầu tiên năm 2005.